# 855 Newcombia
A 855 Newcombia (ideiglenes jelöléssel 1916 ZP) a Naprendszer kisbolygóövében található aszteroida. Szergej Beljavszkij fedezte fel 1916. április 3-án.